# Autostrada A3 (Szwajcaria)
Autostrada A3 – autostrada w północnej Szwajcarii biegnąca od granicy szwajcarsko-francuskiej w rejonie Bazylei przez aglomerację Zurychu do węzła z autostradą A13 tuż przy granicy z Liechtensteinem. Trasą przebiegają dwa szlaki transportowe: E41 na krótkim odcinku w rejonie Zurychu oraz E60 z Zurychu do Bazylei. Na niewielkich odcinkach trasa biegnie jednym śladem z autostradą A2 (w rejonie Bazylei) oraz autostrada A1 (w rejonie Zurychu) oraz trasami europejskimi E25 i E35. Arteria pełniła ważne funkcje podczas piłkarskich mistrzostw EURO-2008 - łączyła miasta, w których zostały rozegrane mecze podczas tego turnieju.

## Trasy europejskie
Przebieg autostrady A3 stanowi fragment tras europejskich E25, E35, E41 oraz E60.
| Trasa europejska | Odcinek                                           |
| ---------------- | ------------------------------------------------- |
| E25              | granica CH-F – Verzweigung Basel-Wiese            |
| E35              | Verzweigung Basel-Wiese – Verzweigung Augst       |
| E41              | Autobahnkreuz Limmattal – Verzweigung Zürich-West |
| E60              | granica CH-F – Verzweigung Birrfeld               |